# Cuiseur vapeur en bambou

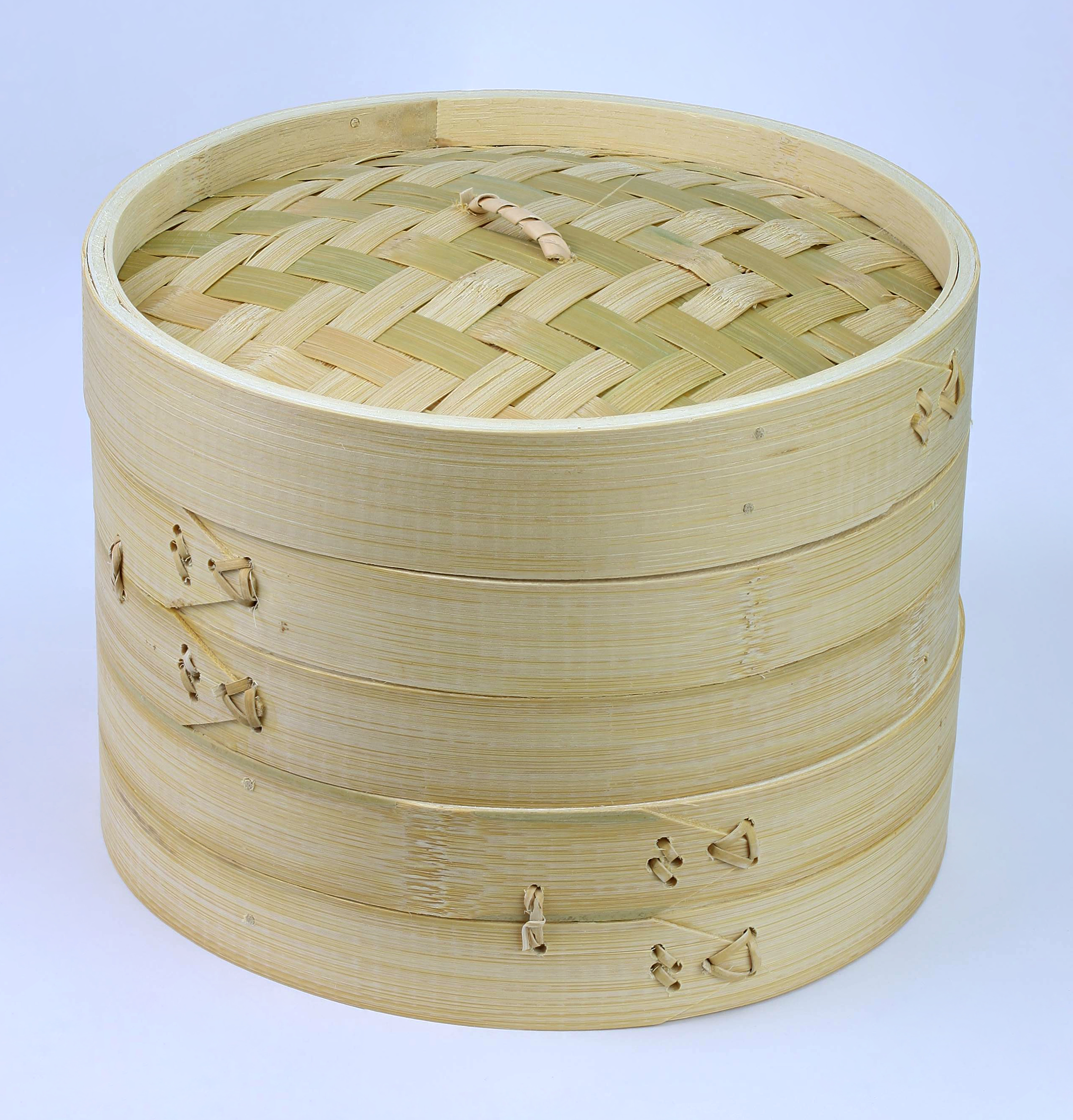
Cuiseur à vapeur en bambou à deux niveaux.

Le cuiseur vapeur en bambou (chinois : zhēnglóng, 蒸笼 ; 蒸笼蒸籠) est un ustensile de cuisine originaire de la dynastie Han, dans la région de Canton. Le cuiseur à vapeur en bambou est utilisé dans la cuisine chinoise, et depuis 5 000 ans dans le sud de la Chine. Sa fabrication se fait en enlevant la peau du bambou, en le trempant dans l'eau, en le façonnant en cercle et en le martelant avec des clous. La base est composée de lamelles de bambou tressées et la fabrication peut prendre entre 15 minutes et plusieurs heures selon sa taille.
Le cuiseur vapeur en bambou s'est exporté dans le monde occidental pour son rôle dans la cuisson et la préparation des dimsum, en particulier lors de la pratique du yum cha. Ils sont conçus pour être empilés les uns sur les autres afin que la vapeur puisse cuire plusieurs portions différentes simultanément, ainsi que tenir sur la table (souvent sur un Lazy Susan) tout en étant servi. Au début des années 2010, des alternatives au matériau traditionnel en bambou ont été développées, notamment le silicone.

## Histoire
Il y a un dicton sur l'origine des cuiseurs à vapeur en Chine, à l'époque de l'empereur Gaozu de la dynastie Han, le général Han Xin utilisait du bambou et du bois pour fabriquer des ustensiles de cuisine et de la vapeur pour cuire les aliments, afin d'éviter l'exposition de la fumée de cuisson au caserne[Quoi ?]. Le cuiseur vapeur en bambou permettait à l'origine une meilleure cuisson des aliments secs et une meilleure conservation. En fait, l'archéologie a prouvé que les gens utilisaient le bambou pour fabriquer divers ustensiles dès l'Antiquité, et la cuisson à la vapeur était la première méthode de cuisson enregistrée sous la dynastie Zhou.
Les cuiseurs vapeur antiques sont en poterie et en bronze. L'ancienne peinture murale située dans la tombe de la dynastie Han de l'Est à Dahuting no 1, dans le comté de Mi, province du Henan, est la première preuve de l'origine des cuiseurs à vapeur modernes.

## Galerie

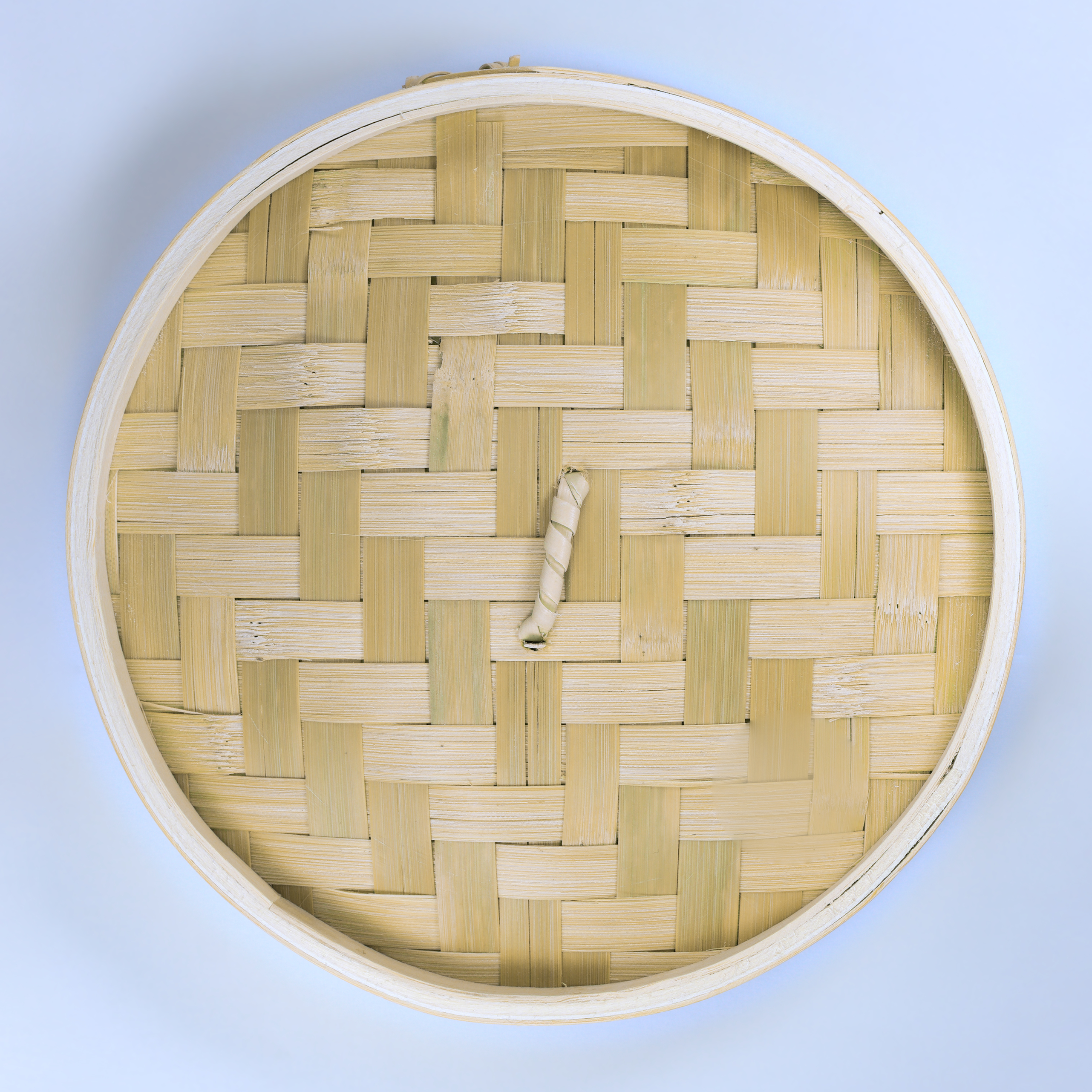
Couvercle d'un cuiseur vapeur en bambou.
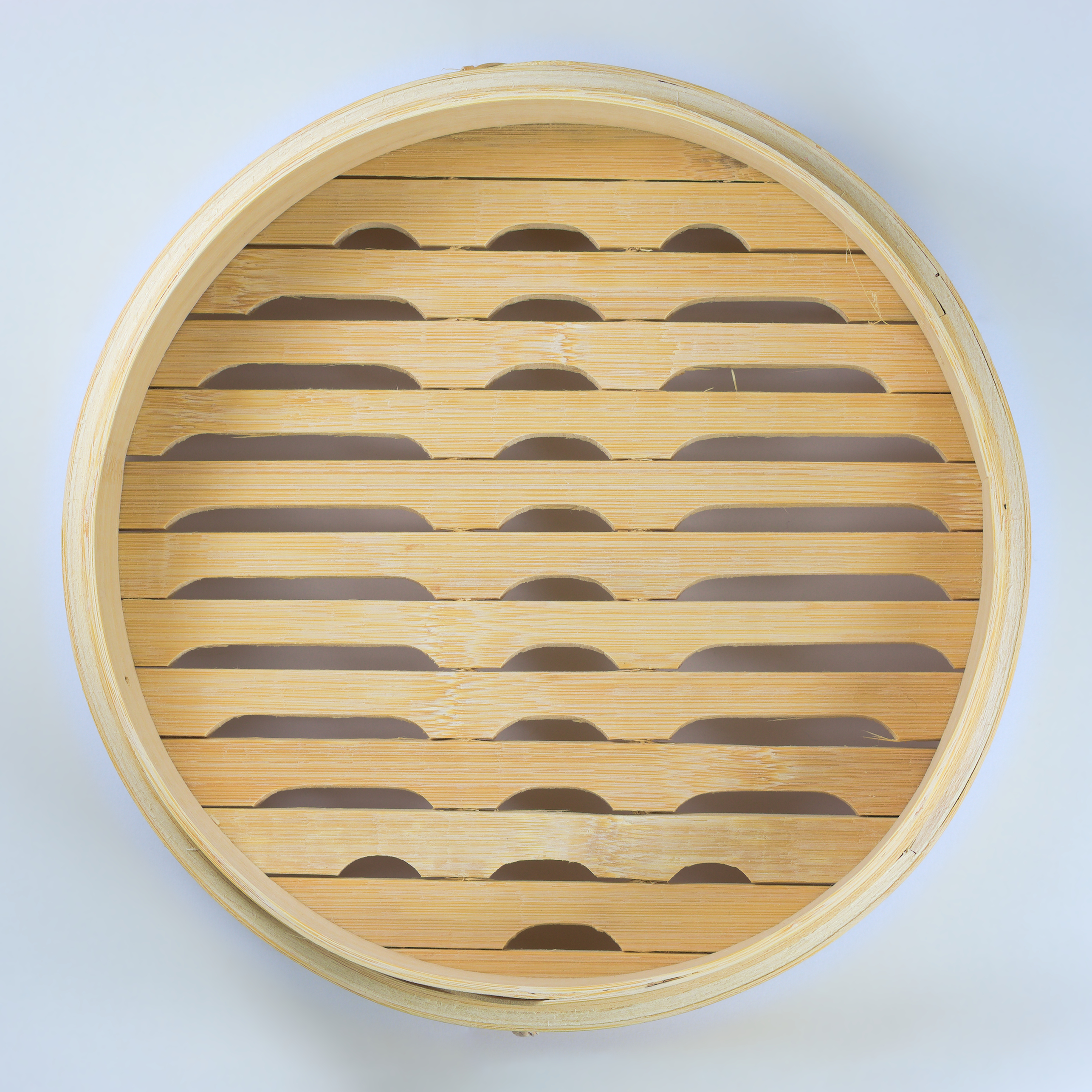
Grille de bambou d'un niveau.
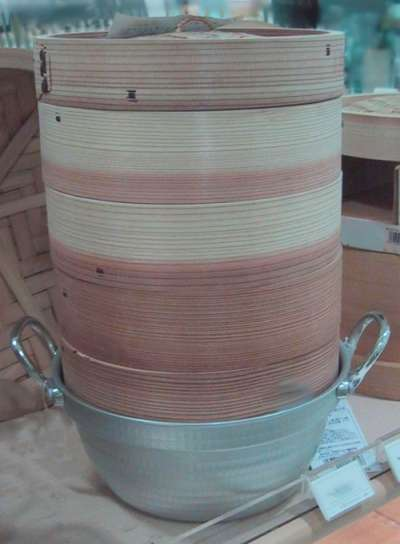
Mushiki sur le dessus d'un pot.
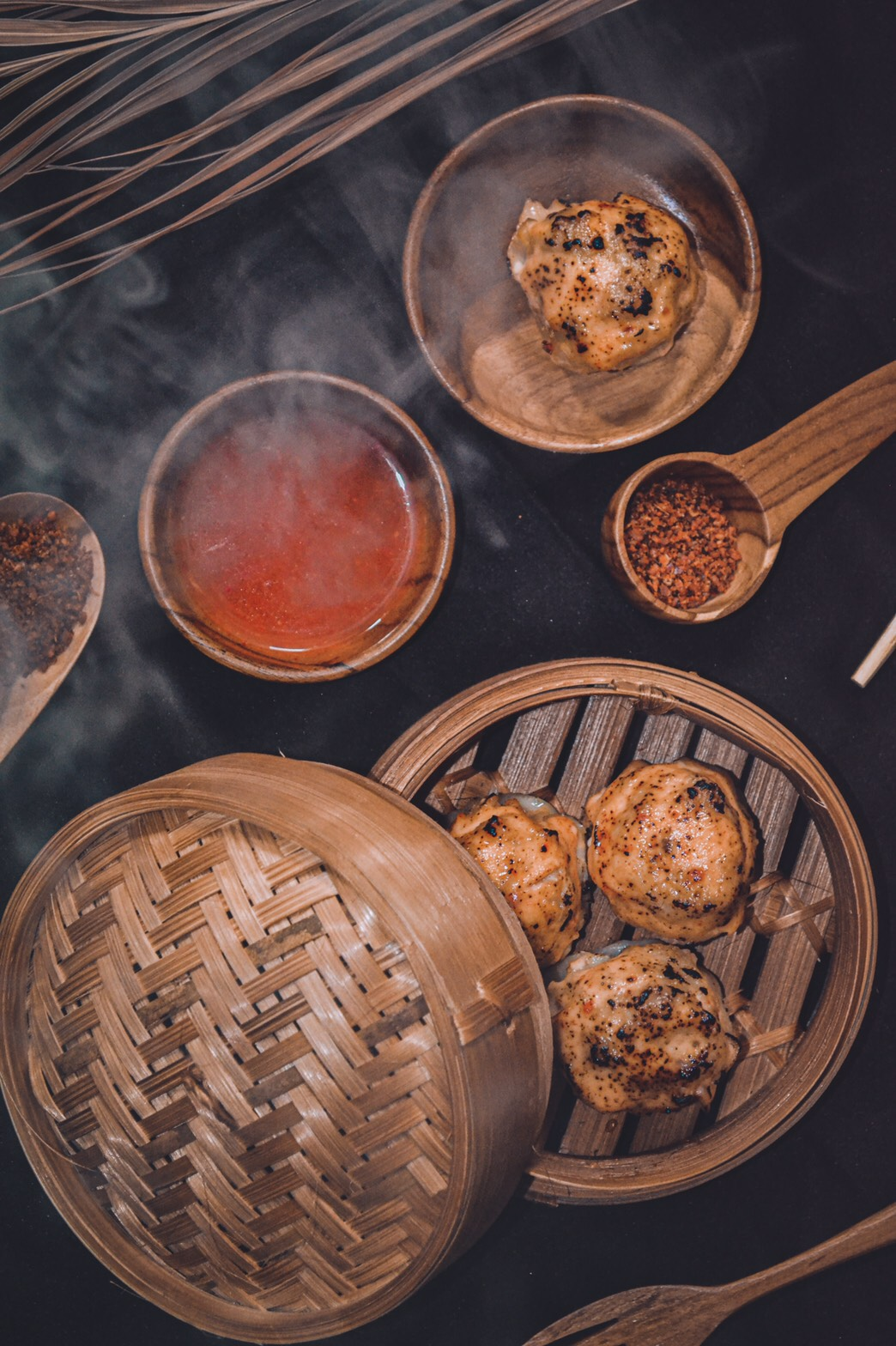
Dimsum servis dans des cuiseurs vapeur en bambou.